# Powellia pocsii
Powellia pocsii là một loài rêu trong họ Racopilaceae. Loài này được Zanten mô tả khoa học đầu tiên năm 2003.